# Luck by Chance
Luck By Chance to indyjski dramat z 2009 roku  w reżyserii debiutantki Zoyi Akhtar. W rolach głównych  Farhan Akhtar i Konkona Sen Sharma. W drugoplanowych  Rishi Kapoor, Dimple Kapadia, Juhi Chawla, Hrithik Roshan, Isha Sharvani i Sanjay Kapoor. Scenariusz Zoya Akhtar wraz z ojcem Javed Akhtarem. Lepiej przyjęty przez krytyków niż przez widzów. Film pokazuje kulisy Bollywoodu, zabiegi o sławę i cenę za nią. To film o utracie niewinności. O tym, jak zmienia sława, doświadczając której zapomina się kim się było, kim się jest. Na ekranie tworzonych filmów słodki sen o miłości, na planie filmowym zapieranie się siebie i swoich prawdziwych uczuć. W imię sławy i pieniądza.
Zainspirowany filmami bollywoodzkimi Guddi, Rangeela , Om Shanti Om i Halla Bol.
W filmie siebie  przedstawia wiele sław bollywoodzkich m.in. Aamir Khan, Shahrukh Khan, Rani Mukerji, Abhishek Bachchan, John Abraham, Ranbir Kapoor czy Vivek Oberoi.

## Fabuła
Vikram Jay Singh (Farhan Akhtar) przyjechał z Delhi do Mumbaju, aby tu z pomocą swoich przyjaciół zrobić karierę w Bollywoodzie. Wszystkie próby okazują się jednak daremne. Gdy Vikram zaczyna już wątpić w siebie, z pomocą przychodzi mu sąsiadka przyjaciół Sona Mishra (Konkona Sen Sharma). Porzuciwszy rodzinę w Kanpurze, od trzech lat związana z żonatym mężczyzną wciąż czeka na obiecaną przez niego główną rolę w filmie. W tym świecie marzeń o sławie, strachu przed jej utratą, drapieżnym, pełnym wrogości wobec konkurentów łatwo stracić wiarę w siebie, zapomnieć, kim się jest. Vikram i Sona rozumieją siebie, wspierają się wzajemnie, kochają się. Pewnego dnia jednak ich związek zostanie wystawiony na próbę. Vikram dostanie swoją szansę na rolę życia. Wykorzysta tę okazję obłudą i manipulacją zabiegając o to, by to, co możliwe stało się rzeczywistością. Nagle sławny stanie przed wyborem: miłość do Sony czy pochlebiające mu zauroczenie partnerką filmową?.

## Obsada
- Farhan Akhtar – Vikram Jaisingh
- Konkona Sen Sharma – Sona Mishra
- Hrithik Roshan – Zaffar Khan
- Rishi Kapoor – Romy Rolly
- Juhi Chawla – Minty Rolly
- Sanjay Kapoor – Ranjit Rolly
- Dimple Kapadia – Neena Walia
- Isha Sharvani – Nikki Walia
- Alyy Khan – Satish Chowdhury
- Boman Irani – shipping tycoon
- Anurag Kashyap
- Saurabh Shukla – kieruje szkołą aktorską

### Gościnnie grając siebie
- Shabana Azmi
- Javed Akhtar
- Aamir Khan
- Shahrukh Khan
- Abhishek Bachchan
- John Abraham
- Rani Mukerji
- Kareena Kapoor
- Dia Mirza
- Karan Johar
- Ranbir Kapoor
- Akshaye Khanna
- Vivek Oberoi
- Rajkumar Hirani
- Mac Mohan

## Muzyka i piosenki
Muzykę do filmu skomponowało trio Shankar-Ehsaan-Loy.
| nr | piosenkę              | śpiewa(ją)                      | czas trwania | uwagi                                                    |
| -- | --------------------- | ------------------------------- | ------------ | -------------------------------------------------------- |
| 1  | Yeh Zindagi Bhi       | Loy Mendonsa, Shekhar Ravjiani  | 6:39         | rozpoczyna film                                          |
| 2  | Baawre                | Loy Mendonsa, Shankar Mahadevan | 5:13         | na ekranie Hrithik Roshan, Farhan Akhtar i Isha Sharvani |
| 3  | Pyaar Ki Dastaan      | Amit Paul, Mahalakshmi Iyer     | 5:21         | na ekranie Isha Sharvani & Farhan Akhtar                 |
| 4  | Yeh Aaj Kya Ho Gaya   | Sunidhi Chauhan                 | 3:25         | na ekranie Konkona Sen Sharma                            |
| 5  | Sapnon Se Bhare Naina | Shankar Mahadevan               | 4:59         | na ekranie Farhan Akhtar                                 |
| 6  | O Rahi Re             | Shankar Mahadevan               | 4:27         | kończy film                                              |
| 7  | Baawre (Remix)        | Loy Mendonsa, Shankar Mahadevan | 4:27         |                                                          |